# Vahlkampfia trilaminata
Vahlkampfia trilaminata – gatunek eukariotów należący do kladu Tetramitia wchodzącego w skład supergrupy excavata.
Trofozoit osiąga wielkość 10 – 20 μm. Gatunek ten wytwarza cysty wielkości 4,7 – 5 μm. Występuje w Bałtyku.